# 보살계본
보살계본(菩薩戒本)은 대승불교의 계율인 보살계가 정리되어 있는 불경이다.
동아시아 한자문화권의 계율은 크게 유가계통과 범망계통의 두 가지로 나뉜다. 유가계본과 보살지지경을 비롯한 유가계통은 인도에서부터 넘어온 대숭계율이고, 범망경과 영락경의 범망경 계통은 중국에서 찬술된 경전이다. 
현대 한국에서 가장 대표적인 보살계본은 《범망경(梵網經)》 하권(下卷)이다.

## 종류
범망계(梵網戒)계통

성문계와 독립하여 존재하는 돈립계이며, 범망경의 발전된 버전이 영락경이라고 본다.
- 구마라집의 《범망경(梵網經)》(K.0527, T.1484), 특히 하권(下卷). 별칭 《다라계본(多羅戒本)》.
- 《보살영락본업경》 — 섭율의계(攝律義戒) 10바라이가 《범망경》 10중대계와 같으므로 범망계로 분류하기도 한다.

유가계(瑜伽戒)계통

대부분이 삼취정계로 구성돼 있으며, 유가사지론 보살지의 4바라이 42경계를 기본 골격으로 하고 있다.
- 당나라 현장의 《유가사지론(瑜伽師地論)》(K.0570, T.1579)
- 북량 담무참의 《보살지지경(菩薩地持經)》(K.523, T.1581)  —  《유가사지론》의 보살지 부분을 초역(抄譯)한 것이다.
- 유송 구나발마의 《보살선계경(菩薩善戒經)》(K.524, T.1582) —  《보살지지경》의 이역본이다.
- 북량 담무참의 《보살계본(菩薩戒本)》(K.0531, T.1500) — 《보살지지경》의 일부 번역으로, 《지지계본(地持戒本)》이라고도 불린다.
- 당나라 현장의 《보살계본(菩薩戒本)》(K.0533, T.1501) — 《유가사지론》 유가처계품(瑜伽處戒品) 일부 번역으로, 《유가계본(瑜伽戒本)》 또는 《달마계본(達摩戒本, 達磨戒本)》이라고도 불린다.[1]
- 당나라 현장의 《보살계갈마문(菩薩戒羯磨文)》(K.0534, T.1499)  — 《유가사지론》의 보살지 부분을 일부 번역한 것으로, 4타승처법과 참회갈마, 득사차별로 구성돼 있다. 42경계는 등장하지 않는다.
- 유송 구나발마의《우바새오계위의경(優婆塞五戒威儀經)》(K.536, T.1503)

범망경 계통에도, 유가계 계통에도 속하지 않는 보살계본
- 보살내계경
- 우바새계경

## 계율의 수
| 경명                   | 계율의 수                                 |
| ---------------------- | ----------------------------------------- |
| 범망경                 | 10중대계, 48경계                          |
| 보살영락본업경         | 10바라이죄(=10무진계), 섭중생계, 섭선법계 |
| 유가사지론             | 4바라이 42경계(輕戒)                      |
| 보살지지경(菩薩地持經) | 4바라이 42경계                            |
| 보살선계경(菩薩善戒經) |                                           |
| 보살계갈마문           | 4바라이법, 참회갈마, 득사차별(得捨差別)   |
| 우바새오계위의경       | 4바라이 42경계                            |
| 보살내계경(菩薩內戒經) | 47계                                      |
| 우바새계경             | 6중 28경계                                |

## 주석서
- 원효의 《보살계본지범요기(菩薩戒本持犯要記)》